# Tunnel routier de Kanmon
Pour les articles homonymes, voir Tunnel de Kanmon.
Le tunnel routier de Kanmon (関門国道トンネル, Kanmon kokudō tonneru) est un tunnel sous-marin du Japon qui permet à la Route Nationale 2 de traverser le détroit de Kanmon. Il a été ouvert à la circulation en 1958. Sa longueur moyenne est de 3 461 m, dont 780 m sous la mer. Ses accès se trouvent à Shimonoseki et Moji.
Les travaux de ce tunnel ont débuté en 1937, mais furent stoppés en 1939 par la Seconde Guerre mondiale. ils furent repris seulement en 1952, et le tunnel est officiellement ouvert le 9 mars 1958. Des réparations importantes furent menées en 2008 pour assurer la viabilité de l'ouvrage.

## Coordonnées géographiques
- Entrée de Shimonoseki (Honshū) pour les véhicules : 33° 58′ 30″ N, 130° 56′ 51″ E
- Entrée de Shimonoseki pour les piétons et les cycles : 33° 57′ 55″ N, 130° 57′ 22″ E
- Entrée de Moji (Kyūshū) pour les véhicules : 33° 57′ 05″ N, 130° 58′ 08″ E
- Entrée de Moji pour les piétons et les cycles : 33° 57′ 41″ N, 130° 57′ 47″ E